# 漆谷雲岩駅
漆谷雲岩駅（チルゴグナムえき）は、大韓民国大邱広域市北区にある大邱交通公社（DTRO）3号線の駅である。駅番号は316。

## 駅構造
相対式ホーム2面2線の高架駅。
のりば
※のりば番号の設定は無し。
| 上り | ●大邱都市鉄道3号線 | 東川・八莒・漆谷慶大病院方面 |
| 下り | ●大邱都市鉄道3号線 | 鳩岩・太田・龍池方面         |

## 駅周辺
- 大邱邑内洞郵便局
- 大邱東川洞郵便局
- 韓国農漁村公社慶尚北道本部
- 東川119安全センター
- 大邱北部警察署東川地区隊
- KT太田ビル
- 大邱観川初等学校
- 大邱鳩岩初等学校
- 大邱北部初等学校
- 大邱函芝初等学校
- 観川中学校
- 雲岩中学校
- 東亜アウトレット江北店
- 東川橋

## 歴史
- 2015年4月23日: 3号線の開業とともに開業。

## 写真

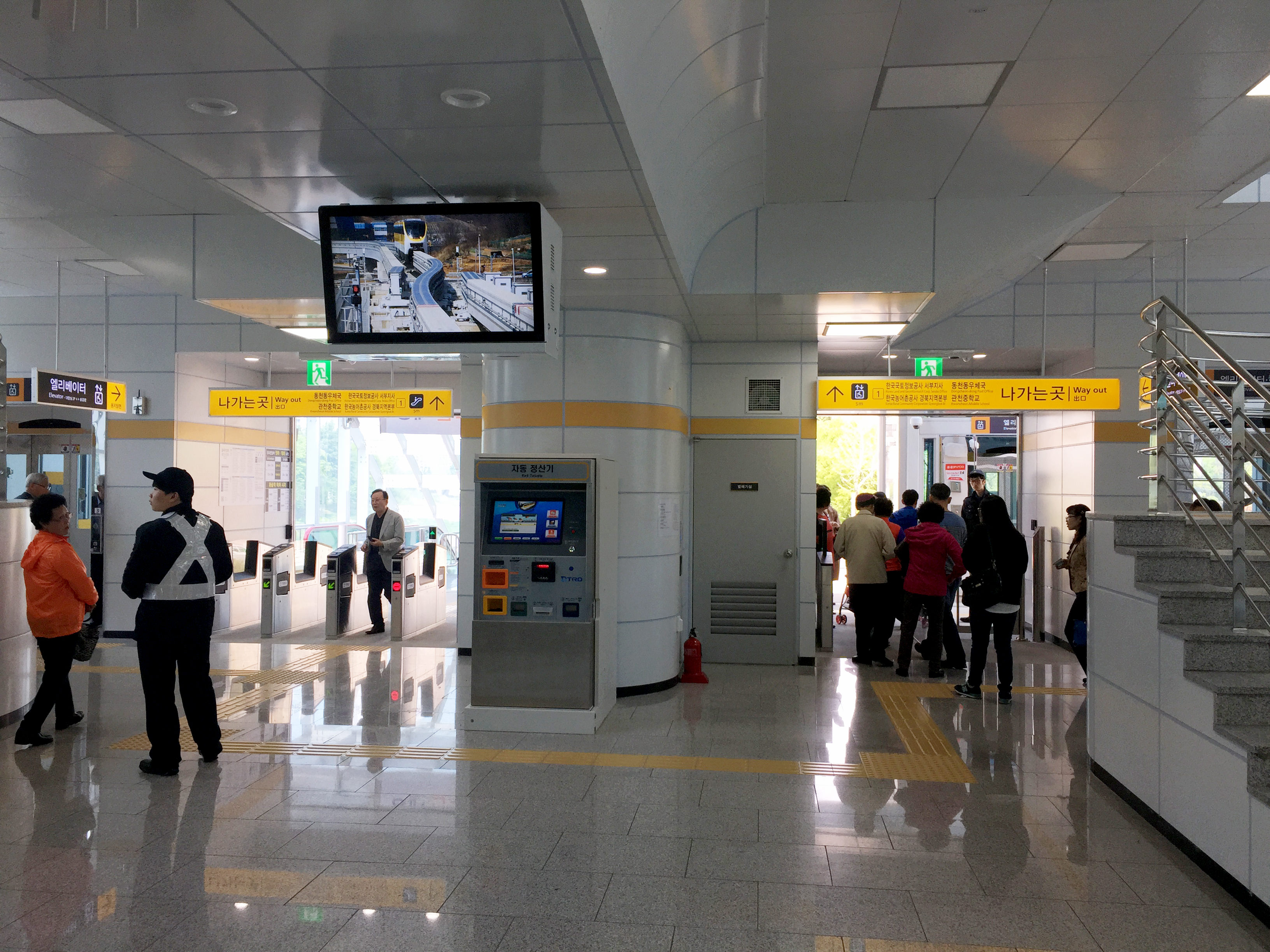
改札口
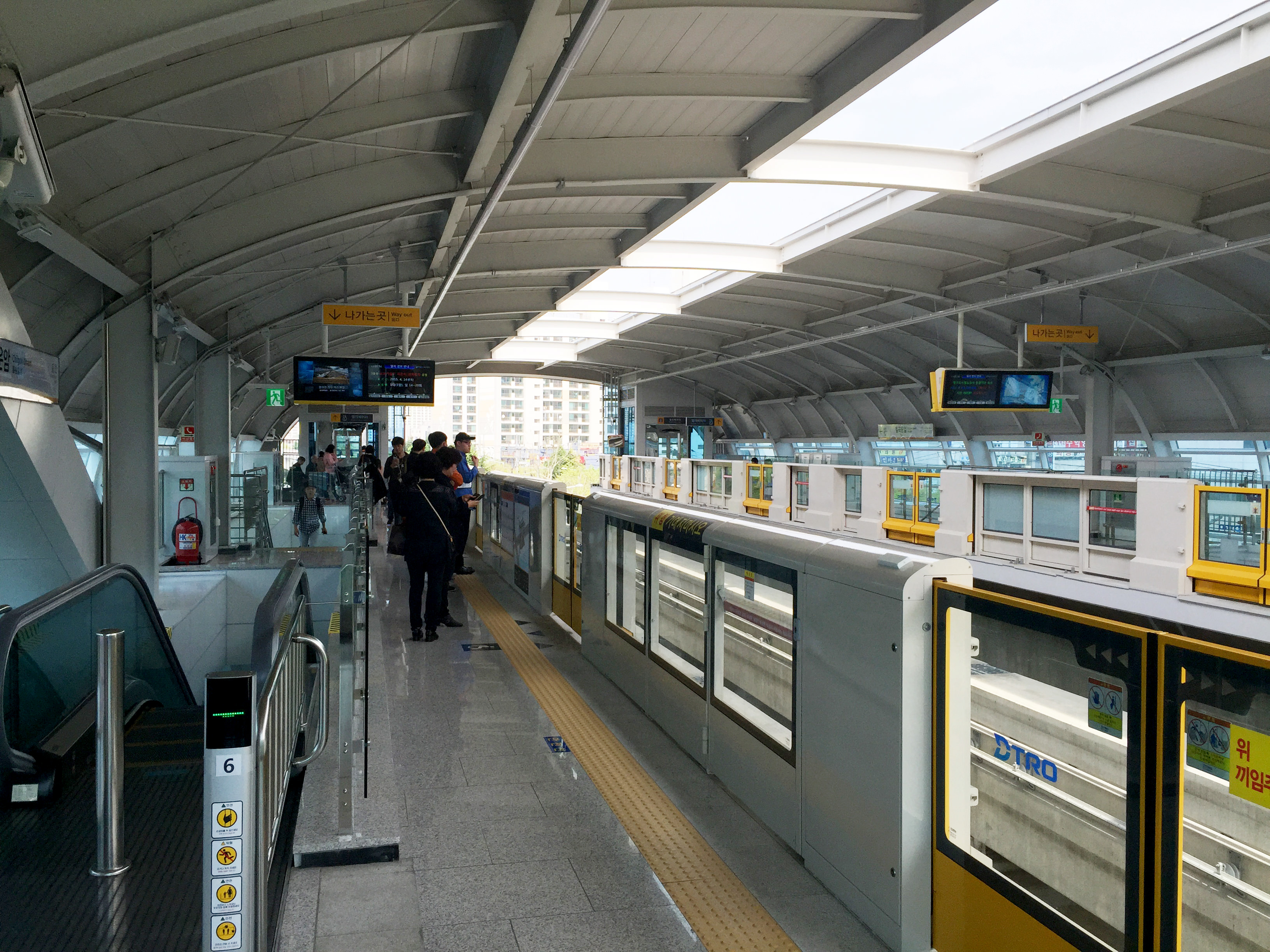
乗り場
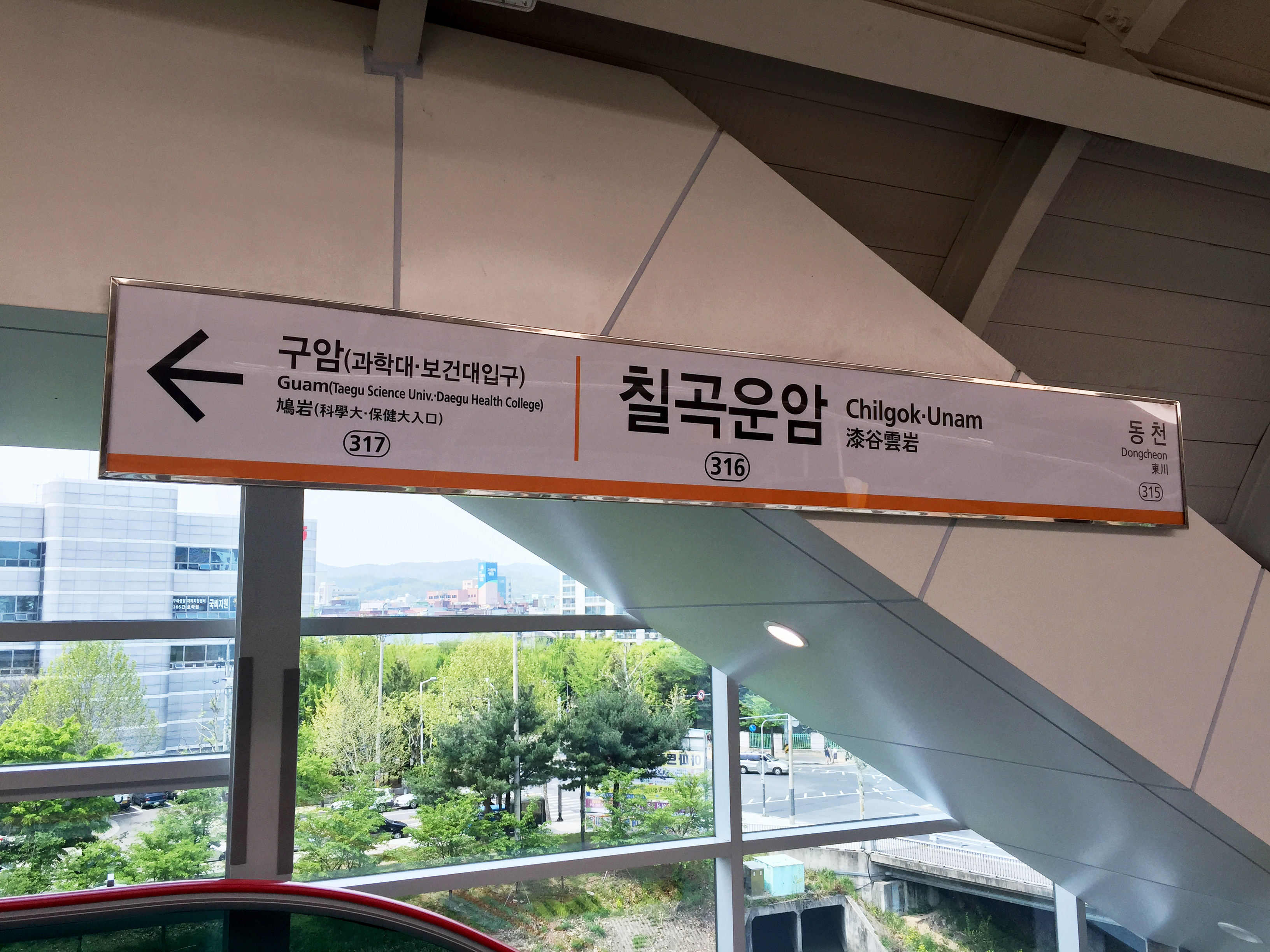
駅名標

## 隣の駅
大邱交通公社
●3号線
東川駅 (315) - 漆谷雲岩駅 (316) - 鳩岩駅 (317)